# Pierre des Fées (Janzé)
La Pierre des Fées est un menhir situé à Janzé dans le département français d'Ille-et-Vilaine.

## Protection
L'édifice est classé au titre des monuments historiques en 1963.

## Description
Ce menhir en schiste pourpré est de forme prismatique avec une base quadrangulaire. Son sommet est biseauté. Sa hauteur est de 4,04 m côté sud et 2,10 m côté nord pour une largeur et une épaisseur maximales de respectivement 2,80 m et 1,36 m.
Il existait autrefois un deuxième menhir situé à environ 70 m du précédent, dont Paul Bézier a donné une description. Il était également en schiste pourpré et mesurait 4,30 m de long sur 1,80 m de large pour une épaisseur de 14 m. Il fut détruit avant 1922.